# Люгебиль, Карл Якимович
Карл Якимович (Иоакимович) Люгебиль  (нем. Karl Heinrich Lugebil; 11 [23] ноября 1830, Санкт-Петербург — 28 декабря 1887 [9 января 1888], Санкт-Петербург) — российский филолог, педагог, профессор. Действительный статский советник (1882).

## Биография
Родился в Санкт-Петербурге 11 (23) ноября 1830 года в семье ювелира.
Среднее образование получил в училище Святой Анны. В 1848 году поступил на историко-филологический факультет Санкт-Петербургского университета. Окончив в 1852 году курс со степенью кандидата по разряду общей словесности, Люгебиль начал давать частные уроки. В 1854 году назначен старшим преподавателем латинского языка в Ларинской гимназии. С 1858 по 1859 год преподавал в училище Карла Мая.
В 1859 году защитил магистерскую диссертацию «De Venerе Coliade Genetyllule», после чего был командирован за границу. Изучал в Германии, Италии и Греции памятники языка и быта древних греков и римлян. В Риме был избран членом-корреспондентом «Instituto di correspondenza archeologica» (впоследствии — Германский археологический институт), в «Бюллетене» которого поместил в 1861 году заметки о новейших раскопках в Помпеях.
После возвращения в Россию в 1861 году, с 1862 года в качестве приват-доцента читал лекции в Санкт-Петербургском университете по кафедре греческой словесности. В 1864 году был утверждён штатным доцентом — читал курсы «Греческий синтаксис» и «Греческие (Афинские) древности», проводил практические занятия по грамматическому анализу и переводу древних авторов. Некоторое время преподавал латинский язык в училище правоведения и состоял помощником хранителя древностей Императорского Эрмитажа. В 1868 году после защиты докторской диссертации «Афинский царь Кодр и отмена царской власти в Афинах; архонты и стратеги в Афинах во время персидских войн» стал экстраординарным профессором, с 1872 года — ординарный профессор. В 1870 году по его инициативе при университете был создан Музей искусств и древностей.
В числе его учеников были: П. И. Аландский, Д. Ф. Беляев, Л. Ф. Воеводский, В. К. Ернштедт. Подметив художественные наклонности А. В. Прахова, направил его специальные занятия в область истории и теории искусств.
С 8 января 1882 года — действительный статский советник.
Скончался в Санкт-Петербурге 28 декабря 1887 (9 января 1888) года. Похоронен на Смоленском лютеранском кладбище.
С 1859 года был женат на Софии-Марте (Софье Андреевне) Брикс (1824—1914). В 1862 году вместе с женой они открыли первый в России детский сад. Люгебиль был также учредителем Петербургского педагогического собрания.